# میشل در-زاکاریان

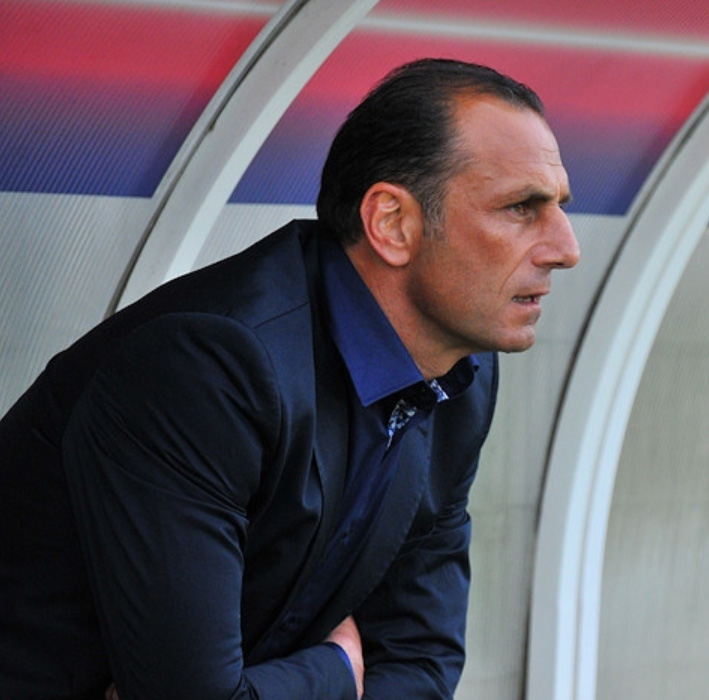

میشل در-زاکاریان (ارمنی: Միշել Տեր-Զաքարյան؛ زادهٔ ۱۸ فوریهٔ ۱۹۶۳ در ایروان) مربی و بازیکن سابق فوتبال در پست مدافع اهل ارمنستان-فرانسه است.

## باشگاهی
از باشگاه‌هایی که در آن بازی کرده‌است می‌توان به مون‌پلیه و نانت اشاره کرد.

## تیم ملی
وی در تیم ملی فوتبال ارمنستان بازی کرده‌است. در-زاکاریان نخستین بازی ملی خود را در مقدماتی جام جهانی ۱۹۹۸ در تاریخ ۳۱ اوت ۱۹۹۶ در ایروان در مقابل پرتغال انجام داده‌است.

## دستاوردها

### باشگاهی
نانت
- لیگ ۱: ۱۹۸۲–۸۳
- جام حذفی فوتبال فرانسه فینالیست: 1983

مون‌پلیه
- جام حذفی فوتبال فرانسه: ۱۹۹۰; فینالیست: ۱۹۹۴
- جام اتحادیه باشگاه‌های فرانسه: ۱۹۹۲; فینالیست: ۱۹۹۴

### مربیگری
نانت
- لیگ ۲: ۲۰۰۷–۰۸